# Rhamphochromis esox
Rhamphochromis esox är en fiskart som först beskrevs av Boulenger, 1908.  Rhamphochromis esox ingår i släktet Rhamphochromis och familjen Cichlidae. IUCN kategoriserar arten globalt som livskraftig. Inga underarter finns listade i Catalogue of Life.